# 11969 Гей-Люссак
11969 Гей-Люсса́к (11969 Gay-Lussac) — астероїд головного поясу, відкритий 10 серпня 1994 року. Названий на честь французького хіміка й фізика Жозефа Луї Гей-Люссака.
Тіссеранів параметр щодо Юпітера — 3,327.